# Jazz Bilzen
Jazz Bilzen was een meerdaags jazz- en rockfestival dat van 1965 tot 1981 plaatsvond in de Belgische stad Bilzen.
Op 5 september 1965 werd het eerste jazzfestival georganiseerd.
Traden op (onder anderen): Pim Jacobs, Rita Reys, Toots Thielemans, Clark Terry, Ornette Coleman, Dizzy Gillespie, Sonny Rollins, Charles Mingus, Dutch Swing College Band, Memphis Slim, Sonny Terry, Larry Coryell, John McLaughlin, Marc Moulin, Yusef Lateef, Archie Shepp, Slide Hampton en Keith Jarrett.
Mettertijd werd ook rockmuziek geprogrammeerd. Het festival van Bilzen was in zijn tijd het belangrijkste Europese festival.
Artiesten die er opgetreden hebben zijn onder anderen Armand, Boudewijn de Groot, Wannes Van de Velde, Roland, Moody Blues, Taste, Rory Gallagher, Cat Stevens, Small Faces, The Move, Deep Purple, Black Sabbath, The Kinks, The Troggs, Procol Harum, Golden Earring, The Bonzo Dog Band, Rod Stewart, Status Quo, Lou Reed, Aerosmith, AC/DC, The Cure, The Kids, Van Morrison, James Brown, Elvis Costello, The Police, Ike & Tina Turner, Thin Lizzy, The Clash, Blondie en Nils Lofgren.
Vele van deze bands hadden hun eerste Europese optreden in Bilzen.
Jazz Bilzen was het eerste festival in Europa waar jazz en popmuziek samen werd gebracht. Daarom wordt Jazz Bilzen soms de "moeder van alle festivals" genoemd. Het deed in feite (ongewild) dienst als laboratorium voor alle andere festivals en rockconcerten die later kwamen.
Als moeder van alle (Europese) festivals had Bilzen vele 'kinderen', omdat ze vele muziekgenres programmeerde, niet alleen de groten uit jazz en rock, maar ook:
- blues met Champion Jack Dupree, Eddy Boyd, Reverend Gary Davis, Sonny Terry & Brownie McGhee, Memphis Slim, e.v.a. (zonder de bluesmen van eigen bodem te vergeten zoals Roland, Kandahar, Arno en Ferre Grignard)
- folk met Fairport Convention, Lindisfarne, Ralph McTell, Alan Stivell e.v.a., maar ook van Nederlandstalige bodem: Walter De Buck, Willem Vermandere, Armand, Wannes Van de Velde, Boudewijn de Groot.
- humor met Herman van Veen, The Bonzo Dog Band, Alberto y Lost Trios Paranoias.
- stadsanimatie met jazz en rockfilms, theater, love-ins en sit-ins, performance art (met onder meer Ria Pacquée, Danny Devos en Guy Bleus in 1980), jazzlabo's.

Jazz Bilzen bleef daarom van 1965 tot 1981 de jeugd aantrekken.
De (niet-muzikale) pers verhaalde geregeld het negatieve. Een verslag van de ministerraad uit 1970:
PROCES-VERBAL Nº 98
o o o
Inrichting_van_Festivals
De h. VRANCKX, Minister van Justitie, signaleert dat het popfestival dat onlangs in Rotterdam werd gehouden, een zodanig succes heeft gekend dat het niet uitgesloten is dat ook in ons land dergelijke initiatieven zouden worden genomen. Hij onderlijnt dat dit festival kon georganiseerd worden dankzij de steun van belangrijke firma's. Alhoewel het om een privé-initiatief ging, dat bovendien betalend was, onderlijnt hij dat het toch niet te verantwoorden is dat er op grote schaal handel werd gedreven in verdovingsmiddelen en dat op moreel gebied werkelijk alle grenzen werden overschreden.
Om die reden suggereert hij dat de Minister van Binnenlandse Zaken de provinciegouverneurs zou ontbieden om hen te wijzen op al de gevaren en de burgemeesters te verzoeken hun verantwoordelijkheid te willen opnemen daar, moesten zulkdanige festivals plaatshebben in België, de overheid zeker zou ingrijpen, met al de gevolgen vandien.
De Raad gaat over tot een uitvoerige gedachtenwisseling waarbij het voorstel van de h. VRANCKX wordt bijgetreden en bovendien aangedrongen wordt opdat aan de Raad een meer uitvoerige uiteenzetting zou worden gegeven van al de aspecten welke verbonden waren aan het popfestival van Rotterdam, ten einde meer concrete maatregelen te kunnen overwegen. Vrij algemeen wordt het gevaar beklemtoond dat op dit ogenblik de Westerse landen bedreigt ingevolge het bandeloos optreden van de jeugd.
Jazz Bilzen was toen vijf jaar oud.
De houding van de overheid zal wellicht de negatieve kritiek van de pers (meer bepaald van de voormalige BRT, een overheidsinstelling) beïnvloed hebben.
Het gebrek aan professionalisme bij de organisatie, wiens leden naast Jazz Bilzen allemaal nog een fulltime dagtaak hadden, loopt als rode draad doorheen de verschillende edities. Uiteindelijk betekende dat ook het einde van het festival.
Een revivalfestival werd in Alden Biesen georganiseerd in 1998 met de steun van de provincie Limburg en de stad Bilzen.
Het Canvasprogramma Belpop heeft op 09.09.2013 een beeld gegeven van Jazz Bilzen dat het festival in een historisch perspectief plaatst.
Jazz Bilzen leefde verder in verschillende initiatieven, zoals jazzbilzenawards 
Zo is er ook het jazzbilzenmuseum, het beeldenpark en het jazzbilzenbier.